# Melanzio di Sicione
Melanzio (in greco antico: Μελάνϑιος?; Sicione, ... – almeno nel 336 a.C.) è stato un pittore greco antico.

## Biografia e opere

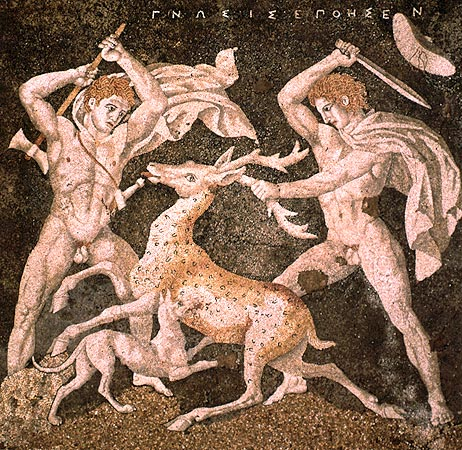
Mosaico della caccia al cervo (325-300 a.C. circa), Museo archeologico di Pella.

Attivo nella seconda metà del IV secolo a.C., fu allievo di Panfilo di Anfipoli e rappresentante della scuola pittorica di Sicione, caratterizzata da rappresentazioni dignitose.
Menzionato da Plinio insieme ad Apelle tra i grandi pittori che facevano uso di soli quattro colori e lodato per le sue doti compositive, si ritiene sia l'autore dell'opera originale (un affresco o un quadro) cui si ispira il mosaico pavimentale della "casa di Elena" a Pella (ora al museo archeologico locale), con la rappresentazione della Caccia al cervo da parte di Alessandro e Efestione.
Plutarco, ancora, ricorda un dipinto raffigurante il tiranno Aristrato di Sicione (contemporaneo di Filippo II di Macedonia) in piedi accanto ad un carro, in cui c'era una vittoriaː tale opera, secondo il biografo, che cita come fonte Polemone di Ilio, era stata dipinta da Melanzio in collaborazione con Apelle e con aiuti di scuola. Dall'opera, per volontà di Arato, fu rimossa la figura di Aristrato, sostituita, per mano di Nealce, da una palma, anche se i piedi del tiranno rimasero per una svista. 
Sempre secondo Plinio, che lo inserisce tra le sue fonti, avrebbe composto un trattato Sulla pittura.